# Prager Gruppe

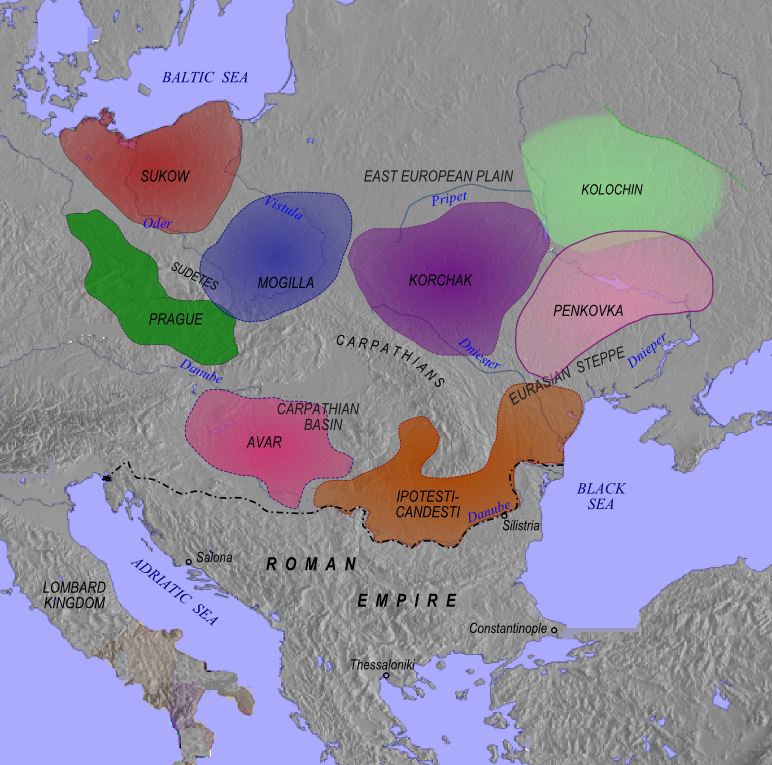
Prager Kultur (dunkelgrün) und andere slawische Kulturen im 7. Jahrhundert

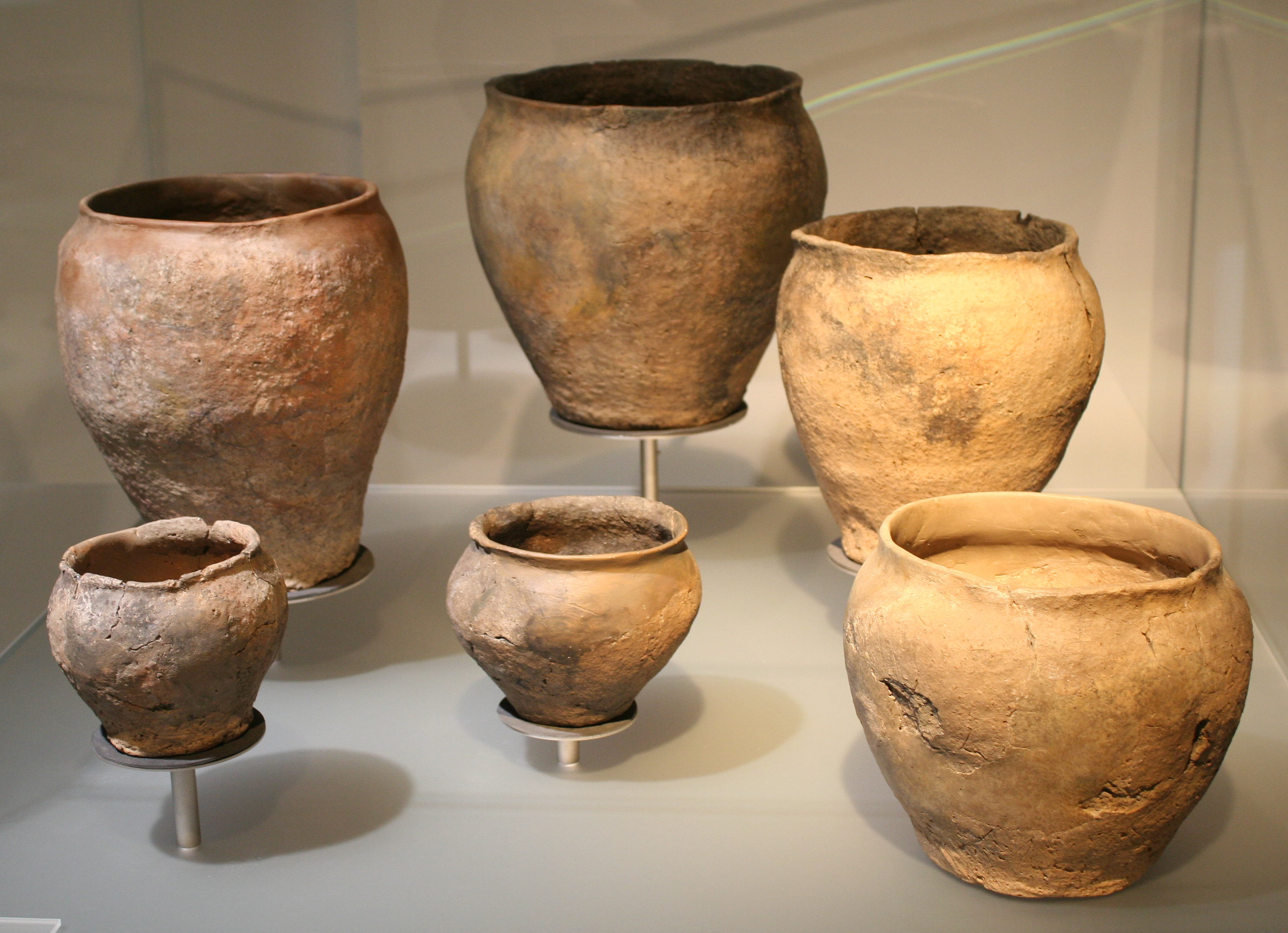
Keramikgefäße der Prager Gruppe, Staatliches Museum für Archäologie Chemnitz

Die Prager Kultur (polnisch Kultura praska, ukrainisch Пра́зька культу́ра, tschechisch Kultura s keramikou pražského typu) war eine frühslawische archäologische Kultur des 6. und 7. Jahrhunderts im heutigen Tschechien, in der Ukraine, Polen, in der Slowakei und Deutschland.
Sie erstreckte sich von den Karpaten über das Böhmische Becken bis zur Donau, der Elbe und der unteren Havel. Die Prager Gruppe war Bestandteil der Prag-Kortschak-Kultur.
Sie grenzte im Norden an die verwandte slawische Sukow-Dziedzice-Gruppe, im Osten an die Westbaltische Kultur, im Südosten an die slawische Penkowka-Gruppe und im Westen an das fränkische Reich.
Sie bekam ihren Namen nach dem Fundort Roztoky bei Prag durch den tschechischen Archäologen Ivan Borkovský.
Weitere wichtige Fundplätze waren
- Dessau-Mosigkau
- Bachórz, Woiwodschaft Karpatenvorland, Südostpolen[2]
- Burg Draguš in Březno, Okres Louny, Nordböhmen
- Přítluky, Okres Břeclav, Südmähren
- Brečlav (dt. Lundenburg) nahe der Grenze zu Österreich
- Výčapy-Opatovce bei Nitra, Slowakei

Die Prager Gruppe entstand im 6. Jahrhundert aus der Kortschak-Kultur unter Einfluss der Przeworsk-Kultur.

## Wirtschaft
Ackerbau (Weizen, Roggen, Hafer) und Viehzucht (Rinder, Schweine, Schafe, Hühner) waren Lebensgrundlage.
Die Keramik war handgeformt und meist unverziert.

Es gab Metallverarbeitung (Eisen), als Materialien wurden auch Holz, Stein, Knochen, Leder u. a. verwendet.

## Siedlungen
Die Siedlungen lagen meist an Flüssen oder Seen und waren zum größten Teil unbefestigt. Sie hatten eine Fläche von 0,5 bis 1,5 ha und bestanden aus 8–20 Häusern.
Die Häuser waren recht klein, nahezu quadratisch und oft in die Erde eingetieft.

## Bestattungskultur
Leichenbrand wurde in Urnen in Gräberfeldern bestattet, in seltenen Fällen in Hügelgräbern.
Es gab wenige Grabbeigaben (Gebrauchsgegenstände, Schmuck).

## Folgekulturen
Mitte des 7. Jahrhunderts entstanden aus der Prager Kultur die Rüssener Gruppe (westlich der Mulde), die Kultur der Daleminzier (an der mittleren Elbe), die Klučov-Gruppe (in Böhmen), u. a.